# Mucuna cyclocarpa
Mucuna cyclocarpa är en ärtväxtart som beskrevs av Franklin Post Metcalf. Mucuna cyclocarpa ingår i släktet Mucuna och familjen ärtväxter. Inga underarter finns listade i Catalogue of Life.